# Mitrovići, Podgorica
Mitrovići este un sat din municipiul Podgorica, Muntenegru. Conform datelor de la recensământul din 2003, localitatea are 288 de locuitori (la recensământul din 1991 erau 284 de locuitori).

## Demografie
În satul Mitrovići locuiesc 229 de persoane adulte, iar vârsta medie a populației este de 39,4 de ani (38,4 la bărbați și 40,4 la femei). În localitate sunt 83 de gospodării, iar numărul mediu de membri în gospodărie este de 3,47.
Populația localității este foarte eterogenă.
|  |

| Demografie | Demografie | Demografie |
| An         | Locuitori  | Locuitori  |
| ---------- | ---------- | ---------- |
|            |            |            |
|            |            |            |
|            |            |            |
|            |            |            |
| 1948       | 159        |            |
| 1953       | 133        |            |
| 1961       | 170        |            |
| 1971       | 178        |            |
| 1981       | 242        |            |
| 1991       | 284        | 280        |
| 2003       | 291        | 288        |

| \| Componența etnică conform recensământului din 2003[2] \| Componența etnică conform recensământului din 2003[2] \| Componența etnică conform recensământului din 2003[2] \| Componența etnică conform recensământului din 2003[2] \| Componența etnică conform recensământului din 2003[2] \| \| ----------------------------------------------------- \| ----------------------------------------------------- \| ----------------------------------------------------- \| ----------------------------------------------------- \| ----------------------------------------------------- \| \| \| \| \| \| \| \| Muntenegreni \| Muntenegreni \| \| 181 \| 62,84% \| \| Sârbi \| Sârbi \| \| 89 \| 30,9% \| \| Iugoslavi \| Iugoslavi \| \| 3 \| 1,04% \| \| necunoscută \| necunoscută \| \| 0 \| 0% \| |              |  |     |        |
| Componența etnică conform recensământului din 2003 |              |  |     |        |
| |              |  |     |        |
| Muntenegreni | Muntenegreni |  | 181 | 62,84% |
| Sârbi | Sârbi        |  | 89  | 30,9%  |
| Iugoslavi | Iugoslavi    |  | 3   | 1,04%  |
| necunoscută | necunoscută  |  | 0   | 0%     |